# Gryon vitripenne
Gryon vitripenne är en stekelart som beskrevs av Lubomir Masner 1983. Gryon vitripenne ingår i släktet Gryon och familjen Scelionidae. Inga underarter finns listade i Catalogue of Life.